# Список найбільших компаній Росії за версією Forbes (2014)
Список найбільших публічних компаній Росії складений на основі рейтингу Forbes Global 2000, опублікованого в журналі Forbes в травні 2014 року. У рейтинг потрапили 28 російських компаній.

## Методика складання рейтингу
Рейтинг Forbes Global 2000, щорічно складається з 2003 року, розраховується за чотирма основними показниками: виручка, прибуток, активи (дані за останні 12 місяців) і ринкова вартість (дані станом на 1 квітня 2014 року). Також враховуються показники дочірніх компаній, в яких материнська компанія володіє або управляє більш 50 % акцій. Спочатку фахівці Forbes складають чотири окремих списку 2000 найбільших компаній по кожному з показників. У цих списках існує мінімальний поріг попадання (у 2014 році це було $4,04 млрд для виручки, $250,9 млн для прибутку, $8,20 млрд для активів і $4,86 млрд для ринкової вартості). Щоб претендувати на місце в підсумковому рейтингу Forbes Global 2000, компанія повинна потрапити хоча б в один із списків (якщо компанія має показники нижче встановленого порогу, то вона отримує 0 балів за цим списком). Потім бали всіх чотирьох списків підсумовуються і виводиться середній бал для кожної з компаній, які сортуються за величиною зведеного бали в порядку убування.

## Рейтинг
| № в Росії | № в світі | Назва             | Штаб-квартира | Сфера діяльності        | Рік заснування | Виручка млрд дол. | Прибуток млрд дол. | Активи млрд дол. | Ринкова вартість млрд дол. |
| --------- | --------- | ----------------- | ------------- | ----------------------- | -------------- | ----------------- | ------------------ | ---------------- | -------------------------- |
| 1         | 21        | Газпром           | Москва        | Нафта і газ             | 1989           | 164,6             | 39                 | 397,2            | 88,8                       |
| 2         | 34        | Роснафта          | Москва        | Нафта і газ             | 1993           | 142,6             | 12,8               | 229,4            | 70                         |
| 3         | 58        | Сбербанк          | Москва        | Банківська справа       | 1991           | 56,5              | 11,4               | 554,2            | 51,5                       |
| 4         | 83        | Лукойл            | Москва        | Нафта і газ             | 1991           | 119,2             | 7,8                | 109,4            | 47,7                       |
| 5         | 198       | Сургутнфтогаз     | Сургут        | Нафта і газ             | 1990           | 26,9              | 5,8                | 68,8             | 26,5                       |
| 6         | 263       | Банк ВТБ          | Москва        | Банківська справа       | 1990           | 22,8              | 2,4                | 262              | 14,6                       |
| 7         | 279       | Транснафта        | Москва        | Нафта і газ             | 1993           | 23,7              | 5,3                | 65,9             | 15,6                       |
| 8         | 384       | АФК Система       | Москва        | Телекомунікації         | 1993           | 35,5              | 2,3                | 44,4             | 9,8                        |
| 9         | 481       | Новатек           | Тарко-Сале    | Нафта і газ             | 1994           | 9,4               | 3,4                | 18,2             | 30,5                       |
| 10        | 515       | Норильский нікель | Москва        | Металургія              | 1993           | 11,7              | 1,2                | 20,2             | 26,9                       |
| 11        | 519       | Татнефта          | Альметьєвськ  | Нафта і газ             | 1994           | 14,3              | 2,4                | 20,4             | 13                         |
| 12        | 664       | МегаФон           | Москва        | Телекомунікації         | 1993           | 9,3               | 1,6                | 13,1             | 17,1                       |
| 13        | 670       | Магніт            | Краснодар     | Роздрібна торгівля      | 2003           | 18,2              | 1,1                | 7                | 22,4                       |
| 14        | 762       | Россєті           | Москва        | Електроенергетика       | 2007           | 21,3              | 0,6                | 61,1             | 2,4                        |
| 15        | 882       | РусГідро          | Москва        | Електроенергетика       | 2004           | 9,8               | 0,6                | 27,9             | 6,1                        |
| 16        | 907       | Ростелеком        | Москва        | Телекомунікації         | 1993           | 10                | 0,7                | 16,8             | 6,8                        |
| 17        | 1022      | Уралкалій         | Березники     | Хімічна промисловість   | 1992           | 3,3               | 1,2                | 12,9             | 13,1                       |
| 18        | 1182      | АЛРОСА            | Мирний        | Металургія              | 1992           | 5                 | 1                  | 10,4             | 7,8                        |
| 19        | 1248      | НЛМК              | Липецьк       | Металургія              | 1993           | 10,9              | 0,2                | 16,3             | 7,5                        |
| 20        | 1309      | Северсталь        | Череповець    | Металургія              | 1993           | 13,3              | 0,1                | 14,5             | 6,3                        |
| 21        | 1324      | Интер РАО ЕЭС     | Москва        | Електроенергетика       | 1997           | 20,8              | -0,7               | 15,6             | 2,4                        |
| 22        | 1372      | Сибплаз           | Кемерово      | Металургія              | 2007           | 9,8               | -3,2               | 20,6             | 5,4                        |
| 23        | 1392      | Mail.ru Group     | Москва        | Інформаційні технології | 2005           | 0,7               | 1,2                | 3,2              | 7,7                        |
| 24        | 1443      | Номос-банк        | Москва        | Банківська справа       | 1993           | 3,4               | 0,4                | 31,9             | 3,1                        |
| 25        | 1491      | X5 Retail Group   | Москва        | Роздрібна торгівля      | 1999           | 16,8              | 0,3                | 8,6              | 4,5                        |
| 26        | 1539      | Мечел             | Москва        | Металургія              | 2003           | 11,3              | -1,7               | 14,6             | 0,5                        |
| 27        | 1633      | ФСК ЄЕС           | Москва        | Електроенергетика       | 2002           | 4,8               | -0,2               | 38,3             | 2,8                        |
| 28        | 1691      | ММК               | Магнітогорськ | Металургія              | 1992           | 8,4               | -0,4               | 14,4             | 1,8                        |

## Галерея
|                        |                        |                       |                           |                        |                             |
| Штаб-квартира Газпрому | Штаб-квартира Роснафти | Штаб-квартира Лукойлу | Штаб-квартира АФК Система | Штаб-квартира Татнафти | Штаб-квартира Mail.Ru Group |

## Географічне розподіл компаній, представлених у рейтингу
| Регіон                           | Кількість компаній у рейтингу | Регіон                             | Кількість компаній у рейтингу |
| -------------------------------- | ----------------------------- | ---------------------------------- | ----------------------------- |
| Москва                           | 19                            | Вологодська область                | 1                             |
| Липецька область                 | 1                             | Краснодарський край                | 1                             |
| Пермський край                   | 1                             | Республіка Татарстан               | 1                             |
| Челябінська область              | 1                             | Ханти-Мансійський автономний округ | 1                             |
| Ямало-Ненецький автономний округ | 1                             | Республіка Саха (Якутія)           | 1                             |

## Галузеве розподілення компаній, представлених у рейтингу
| Основна галузь для компанії в рейтингу | Кількість компаній в рейтингу | Основна галузь для компанії в рейтингу | Кількість |
| -------------------------------------- | ----------------------------- | -------------------------------------- | --------- |
| Нафтогазова промисловість              | 7                             | Телекомунікації                        | 3         |
| металургія                             | 7                             | Роздрібна торгівля                     | 2         |
| електроенергетика                      | 4                             | Хімічна промисловість                  | 1         |
| Банківська справа                      | 3                             | Інформаційні технології                | 1         |